# Олимпийски мармот
Олимпийският мармот (Marmota olympus) е вид бозайник от семейство Катерицови (Sciuridae). Популацията на вида е намаляваща.

## Разпространение и местообитание
Разпространен е в САЩ (Вашингтон).